# ウィリアム・キャムデン
- ウィリアム・キャムデン[1][2]
- ウィリアム・カムデン[3][4]

ウィリアム・キャムデン (William Camden, 1551年5月2日 - 1623年11月9日) は、イングランドの好古家・歴史学者・地誌学者・紋章官。好古家の代表的人物。主な著作として、ブリテン諸島の地誌兼好古学書の『ブリタニア』などがある。

## 生涯
1551年、ロンドンに生まれる。父親は画工で、リヴァリ・カンパニーの画工ギルド (Worshipful Company of Painter-Stainers) の一員だった。
ウィリアムが幼い頃に父親は亡くなってしまうが、庇護者に恵まれ、セント・ポールズ・スクールを経て1566年オックスフォード大学（モードリン・カレッジやクライスト・チャーチなど3つのカレッジに通った）に進学する。オックスフォードではフィリップ・シドニーと友人になる。1571年、同校内の宗教対立（国教会徒のウィリアムに対するカトリックからの圧力）により学位を得ぬまま帰郷する。
1575年、ウェストミンスター・スクールの教師に就任する。この前後から『ブリタニア』の取材のための旅行を重ね、1586年に初版を刊行する。以降も1607年まで改版と旅行を重ね、その間に国際的有名人になる。1593年にはウェストミンスターの学長に就任、1597年にはクラレンス紋章官に就任する。1605年に火薬陰謀事件が起こると、御用学者として公判記録のラテン語訳などを行った。
晩年の1622年には母校オックスフォードに基金を提供し、同校最初の歴史学講座を開設した。1623年、逝去。生涯独身だった。
キャムデンの名にちなむものとして、上記のオックスフォード歴史学講座のキャムデン教授職や、19世紀にゴシック・リヴァイヴァル建築を後押ししたCambridge Camden Society、古文書の出版団体Camden Societyなどがある。

## 著作

### Britannia『ブリタニア』

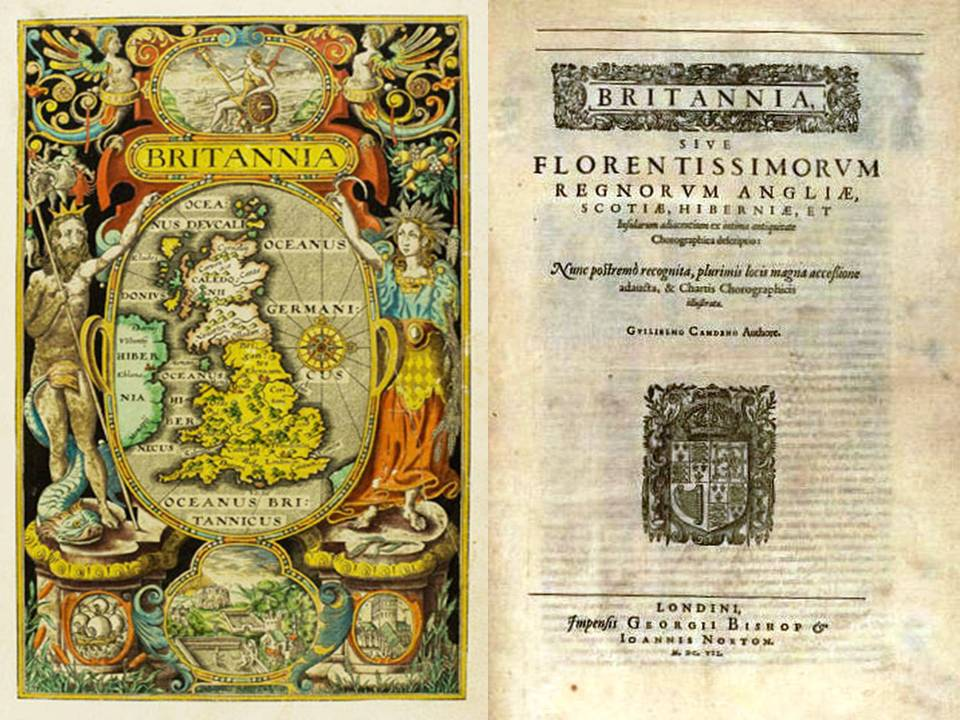
『ブリタニア』第6版の口絵。ブリテン島の地図を囲んで女神ブリタニア、ネプチューン、セレスが描かれている。

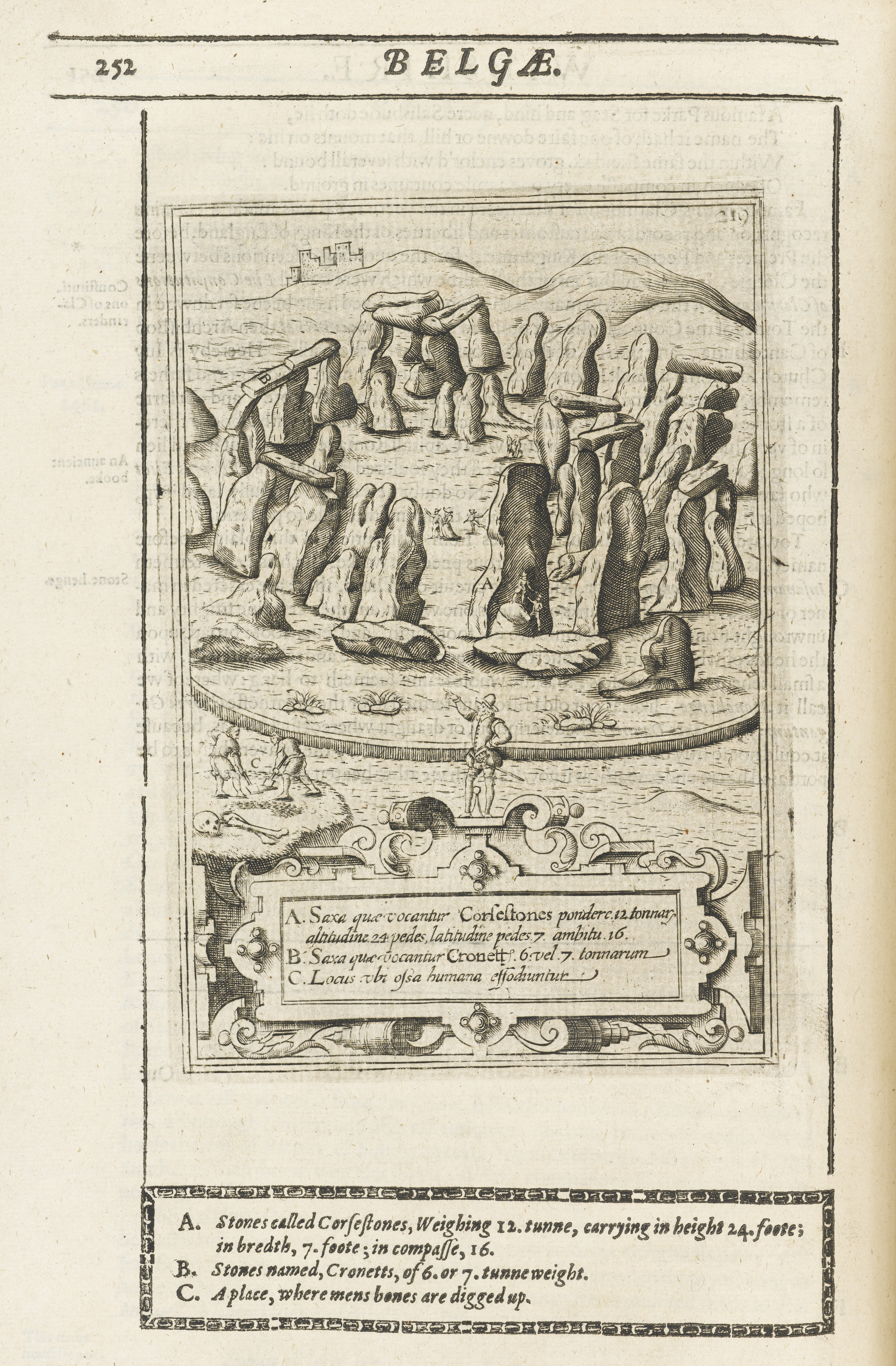
『ブリタニア』ストーンヘンジ

1586年初版、1607年第6版。版を重ねるにつれ、取材旅行や一次資料の分析による加筆や、挿絵の追加、判型の巨大化が進んだ。その間、英国で盛んに読まれるとともにヨーロッパ大陸でも出版され、キャムデンを国際的有名人にした。これらの版はいずれも国際共通語のラテン語で書かれていたが、1610年に第6版の英訳がフィルメオン・ホランドによって刊行され、そちらも版を重ねた。1695年には新たな英訳がエドムンド・ギブソンによって複数著者の補遺つきで刊行された。
本書は1000頁を超える大著であり、扱う内容も多岐にわたる。とりわけ、イギリス人の起源（トロイのブルータス説の真偽）や、ストーンヘンジ、ハドリアヌスの長城、ローマ帝国期の地名の比定、アーサー王の十字架（アヴァロンのグラストンベリー説）、名家の家系（系譜学）、各地の怪奇現象や巨人伝説といった民間伝承（フォークロア）を扱う。また、化石の出土やビーバーの絶滅といった、博物学的・古生物学的内容も扱う。そのような内容の広範さや執筆手法から、本書は西洋好古学のカノンに位置づけられる。
本書が書かれたきっかけとして、フランドル人の地理学者アブラハム・オルテリウスからの執筆依頼があった。オルテリウスは1571年に英国を訪れていた。オルテリウスを含む後期ルネサンスの学者たちは、ローマ帝国期の地名の比定を通じて「古代ローマの再現」を行っていた。本書もその一環として書かれた。
本書が影響を受けたものとして、先達の好古家ジョン・リーランドが書いた英国各地の修道院巡行録 (itinerary) や、ウィリアム・ランバードによるアングロ・サクソン研究がある。ランバードとキャムデンは書簡を交わす仲でもあった。
火薬陰謀事件のあとの版では、事件をめぐるフォークロアや、首謀者たちに対する非難、陰謀を暴いたモンティーグル卿の家系への賛辞が加筆された。
本書が盛んに読まれた時代背景として、ローマ教会からの離脱が決定的になったエリザベス朝期における「下からの愛国主義」の盛り上がりや「国民」の形成、地主支配体制による名家の家系の重要視があった。

### Annales

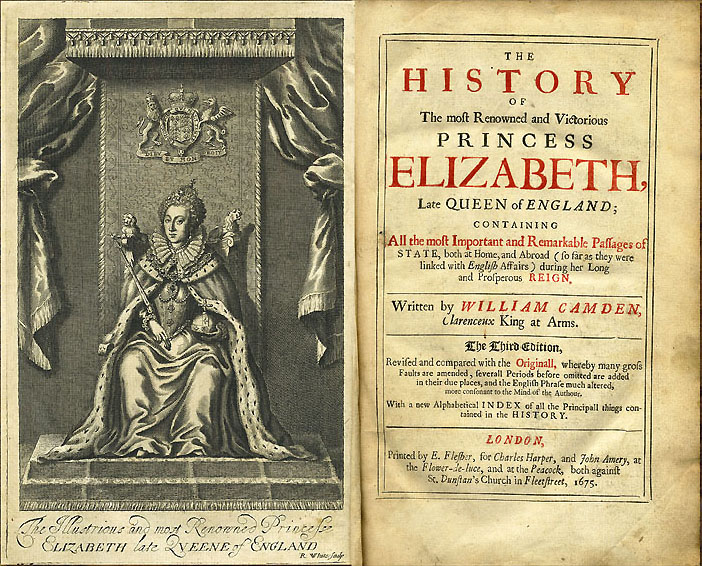
Annales - 1675年版の口絵

1615年初版。エリザベス朝の年代記。ウィリアム・セシルの依頼で書かれた。治世後半部分は没後出版された。本書も好評を得た。

### Remaines Concerning Britain
1605年初版。唯一の英語著作。『ブリタニア』よりも日常的な内容（言語、紋章、人名の由来、格言など）やサクソン人の建国を扱う。本書も好評を得て版を重ねた。

### Reges, reginae
1600年初版。ウェストミンスター寺院の墓碑銘の研究（碑文研究）。

### その他
その他、古典ギリシア語文法の教科書 Institutio Graecae grammatices compendiaria in usum regiae scholae Westmonasteriensis (1595年) や、火薬陰謀事件の公判記録のラテン語訳 Actio in Henricum Garnetum, Societatis Jesuiticae in Anglia superiorem (1607年) を書いた。

### 日本語
- 勝山貴之「キャムデンの地誌『ブリタニア』の出版とシェイクスピアの『リア王』 : 土地,相続,権力をめぐる言説」『同志社大学英語英文学研究』第90号、2013年。
- 川島昭夫「英国尚古家列伝(4)ウィリアム・カムデン」『日本古書通信』75(4)、21頁、2010年。 NAID 40017050803。
- 佐々木信「チューダー期イギリス法史学覚え書 1」『法学論集』第12号、駒沢大学、1975年。
- 高野, 美千代「17世紀好古学文献の変容と読者の受容」『山梨国際研究 山梨県立大学国際政策学部紀要』第8号、山梨県立大学、2013年、46-56頁、ISSN 2187-4336、NAID 120006800482。
- 見市雅俊「ウィリアム・カムデン著『ブリタニア』を読む」『中央大学文学部紀要』第196号、1-68頁、2003年。 NAID 110000938739。

### 日本語以外
- Adams, Simon (2002). Leicester and the Court: Essays on Elizabethan Politics. Manchester: Manchester University Press. ISBN 0719053242
- Boon, G. C. (1987). “Camden and the Britannia”. Archaeologia Cambrensis 136:  1–19.
- Collinson, Patrick (1998). “One of us? William Camden and the making of history”. Transactions of the Royal Historical Society. 6th ser. 8:  139–63. doi:10.2307/3679292. JSTOR 3679292.
- Copley, Gordon J. (1977). “Introduction”. Camden's Britannia: Surrey and Sussex. London: Hutchinson & Co.. ISBN 0091220009
- DeMolen, R. L. (1984). “The Library of William Camden”. Proceedings of the American Philosophical Society 128:  326–409.
- Harris, Oliver D. (2015). “William Camden, Philemon Holland and the 1610 translation of Britannia”. Antiquaries Journal 95:  279–303. doi:10.1017/s0003581515000189.
- Hepple, Leslie W. (1999). “Sir Robert Cotton, Camden's Britannia, and the early history of Roman Wall studies”. Archaeologia Aeliana. 5th ser. 27:  1–19.
- Herendeen, Wyman H. (2007). William Camden: a life in context. Woodbridge: Boydell & Brewer. ISBN 9781843831266
- Jones, H. Stuart (1943). “The Foundation and History of the Camden Chair”. Oxoniensia 8-9:  169–92.
- Kenyon, John (1983). The History Men: The Historical Profession in England since the Renaissance. London: Weidenfeld & Nicolson. ISBN 0-297-78254-1
- Kunst, Christiane (1995). “William Camden's Britannia: history and historiography”. In Crawford, M. H.; Ligota, C. R.. Ancient History and the Antiquarian: essays in memory of Arnaldo Momigliano. Warburg Institute Colloquia. 2. London: Warburg Institute. pp. 117–31. ISBN 0854810951
- Levy, F. J. (1964). “The Making of Camden's Britannia”. Bibliothèque d'humanisme et Renaissance 26:  70–97.
- Levy, F. J. (1967). Tudor Historical Thought. San Marino: Huntington Library
- Lucas, Peter J. (2018). “William Camden, seventeenth-century atlases of the British Isles and the printing of Anglo-Saxon”. Antiquaries Journal 98:  219–44. doi:10.1017/S000358151800015X.
- Parry, Graham (1995). The Trophies of Time: English antiquarians of the seventeenth century. Oxford: Oxford University Press. ISBN 0198129629
- Piggott, Stuart (1976). “William Camden and the Britannia”. Ruins in a Landscape: essays in antiquarianism. Edinburgh: Edinburgh University Press. pp. 33–53. ISBN 0852243030
- Richardson, R. C. (2004). “William Camden and the Re-Discovery of England”. Transactions of the Leicestershire Archaeological and Historical Society 78:  108–23.
- Rockett, William (1995). “The Structural Plan of Camden's Britannia”. Sixteenth Century Journal 26 (4):  829–41. doi:10.2307/2543789. JSTOR 2543789.
- Trevor-Roper, H. R. (1971). Queen Elizabeth's First Historian: William Camden and the beginnings of English "civil history". London
- Trevor-Roper, H. R. (14 June 1985). “William Camden: Remains Concerning Britain, edited by R. D. Dunn [review]”. Times Literary Supplement:  671–2.
- Vine, Angus (2014). “Copiousness, conjecture and collaboration in William Camden's Britannia”. Renaissance Studies 28 (2):  225–41. doi:10.1111/rest.12051.
- Woolf, D. R. (1990). The Idea of History in Early Stuart England. Toronto: University of Toronto Press. ISBN 0802058620